# Gonzalo Sena
Gonzalo Sena, vollständiger Name Cristian Gonzalo Sena Seveso, (* 15. Juni 1990 in Montevideo) ist ein uruguayischer Fußballspieler.

## Karriere
Der 1,77 Meter große Defensivakteur Sena stand mindestens seit der Saison 2011/12 im Kader der Profimannschaft von Liverpool Montevideo. In dieser und den beiden folgenden Erstligaspielzeiten bestritt er insgesamt 33 Spiele in der Primera División und erzielte dabei vier Treffer. Am Ende der Saison 2013/14 stieg er mit dem Klub in die Segunda División ab. In der folgenden Zweitligaspielzeit trug er dann mit 18 Saisoneinsätzen und zwei Toren zum direkten Wiederaufstieg bei. Im September 2015 wechselte er zum Zweitligisten Rampla Juniors. In der Spielzeit 2015/16 absolvierte er dort 23 Zweitligaspiele und traf achtmal in gegnerische Tor. Anfang Juli 2016 schloss er sich Oriente Petrolero an. Bei den Bolivianern wurde er in 16 Ligaspielen (vier Tore) eingesetzt. Im Februar 2017 verpflichtete ihn der uruguayische Zweitligist Club Atlético Torque.